# Xã South Shenango, Quận Crawford, Pennsylvania
Xã South Shenango (tiếng Anh: South Shenango Township) là một xã thuộc quận Crawford, tiểu bang Pennsylvania, Hoa Kỳ. Năm 2010, dân số của xã này là 2.037 người.